# Onobrychis sintenisii
Onobrychis sintenisii är en ärtväxtart som beskrevs av Joseph Friedrich Nicolaus Bornmüller. Onobrychis sintenisii ingår i släktet esparsetter, och familjen ärtväxter. Inga underarter finns listade i Catalogue of Life.